# Veine choroïdienne (cérébrale)
Ne doit pas être confondu avec Veines choroïdes.
Les veines choroïdiennes désigne la veine choroïdienne supérieure et la veine choroïdienne inférieure (ou veine des plexus choroïdes). Ces deux veines drainent de différentes parties du plexus choroïde.

## Veine choroïdienne supérieure
La veine choroïdienne supérieure se trouve située tout au long du plexus choroïde dans le ventricule latéral. Elle assure le retour veineux du plexus choroïde, ainsi que l'hippocampe, le fornix et le corps calleux. Elle s'unit avec la veine thalamo-striée supérieure pour former la veine cérébrale interne,.

## Veine choroïdienne inférieure
La veine choroïdienne inférieure drainé le sang veineux du plexus choroïde inférieur vers la veine basilaire (de Rosenthal).